# テンプラ (馬)
テンプラとは、アラブ血量を偽って登録されたアングロアラブのことをいう。具体的にはアングロアラブとして登録されたアラブ血量が25%未満のサラブレッド系種のことである。かつての日本において盛んに生産されたとされる。なお、サラブレッドとアラブを交配した場合、アラブ血量25％未満の場合、1974年6月1日の規約改正前は、「準サラブレッド（準サラ）」として扱われていて、アラブ系の限定戦への出場ができなかった。その規約改正後も、「準サラブレッドはサラブレッド系種（サラ系）と同じもの」とみなし、それ以後サラブレッドと8代以上にわたって交配した馬についてはサラブレッドと認定するというルールが定められる。

## 概要
テンプラが生産された原因としては、一般にサラブレッドのほうがアングロアラブよりも脚が速く、またかつてはアングロアラブ用の限定戦（特定の要件を満たす競走馬のみが出走できる競走のこと）が盛んに催されていたため、サラブレッドの仔をアングロアラブと偽って登録することに成功した場合、その競走馬が多額の賞金を稼ぐ可能性が高かったことにある。
テンプラを登録する手法としては、サラブレッドの仔をアングロアラブとして申請する手法や、外見がよく似たアングロアラブとサラブレッド系種を入れ替えて登録する手法などがあったとされる。競走馬用に生産された馬の個体識別（父母とされる馬と本当に親子であるかどうかを調べること）にDNA型検査法が導入されたのは1980年代以降のことであり、その前においては個体識別の技術水準が低く、前述のような手法を見破ることができなかったケースが多々あったとされる。そのためかつてテンプラの存在はアングロアラブにまつわる公然のタブーであり、優れた競走成績を収めたアングロアラブは必ずといってよいほどテンプラではないかと疑われた。
代表例としてスマノダイドウが挙げられる。スマノダイドウは栗毛の両親からは通常生まれ得ない鹿毛だったため、ミトタカラ（アングロアラブ）ではなく、その前に交配し不受胎だったカブトシロー（黒鹿毛のサラブレッド）が本当の父ではないかと噂された。

## その他
現在の日本においては個体識別の技術が向上し、さらにアングロアラブの生産そのものが事実上消滅しているため、テンプラが問題とされることはほとんどない。
一方で、DNA鑑定技術の向上により、サラブレッドにおいて間違った血統がいくつか発見されている。特に9号族根幹部分やベンドアの例では影響が大きい。また、サラブレッドに共通でない毛色の遺伝子を持つ馬も発見されており、別系統の血統の混入が示唆されている。
しかしながら、どこで混入したかについての特定は困難で、今さら過去に遡って訂正することも不可能であり、かつ多大な混乱を招くことから、国際血統書委員会は2002年に「初期の時代について血統の証明は技術的に不可能であった。現在は新技術により多くの情報の利用が可能となったが、歴史的なデータを効率的に訂正することは難しい。誤った系統が特定されるかもしれないが、全てのケースを訂正することは不可能である」との意見を明らかにし、将来にわたっての厳正化という方針をほのめかすに留まっている。